# Заколдованный остров
«Заколдованный остров» (англ. Enchanted Island) — американский приключенческий фильм 1958 года. По повести Германа Мелвилла «Тайпи» (1846). Последний фильм киностудии RKO Pictures и предпоследний фильм режиссёра Аллана Двона.

## Сюжет
1842 год. После многомесячного плавания американское китобойное судно «Долли» бросает якорь у небольшого островка в Океании, чтобы пополнить запасы воды и продовольствия. Моряки желают сойти на берег, но капитан предупреждает их, что на острове живут каннибалы, но отказать им в этом, согласно контракту, не может. Тем не менее на корабле завязывается драка, небольшой бунт, и двое моряков, Бедфорд и Том, бегут в джунгли, опасаясь наказания. Бедфорд, зная о наличии на острове двух племен: каннибалов и дружественного, надеется обойти опасное и сесть на другой корабль с другой стороны острова.

## В ролях
- Дэна Эндрюс — Абнер «Эб» Бедфорд, моряк-дезертир
- Джейн Пауэлл — Фэйуэй, принцесса каннибалов
- Дон Даббинс (англ. Don Dubbins) — Том, моряк-дезертир
- Артур Шилдс (англ. Arthur Shields) — Джеймс «Джимми» Дули
- Тед де Корсия — Вангс, капитан корабля
- Фридрих фон Ледебур — Мехеви